# Tage Algreen-Ussing
Tage Algreen-Ussing, (11. oktober 1797 i Lille Lyngby – 25. juni 1872), var en dansk politiker og jurist. Født som søn af sognepræst Henrich Ussing. Han blev i 1816 student og i 1822 cand.jur.

## Tidlig karriere og forfattervirksomhed
Allerede 1817 udgav han i Christiania et lille svulstigt skrift "Napoleon den eneste" (skrevet, mens han endnu var skoledreng), og 1819-21 nogle meget voldsomme kritikker, blandt andre "Bevis for, at Adam Oehlenschlæger er gaaet fra Sans og Samling" (rettet i mod dennes universitetsprogram, "Digterne i Levned som i Værker", 1820) og "Nok et Universitetsprogram" (rettet imod B. Thorlacius' afhandling om nogle mystiske gemmer, 1821); end videre under mærket "Rasmussen, Skolelærer" "Allernyeste Billed-A. B. C." (1820), hvis 6. oplag udkom 1863. 
Han blev 1823 volontør og 1830 kancellist i kancelliet, var 1827-37 notarius ved Det Juridiske Fakultet og fik 1831 titlen kancellisekretær samt gjorde 1831-32 en længere udenlandsrejse. 1837 blev han landsoverretsassessor og 1840 professor ved universitetet samt inspector ved Kvæsturen; 1844 borgmester i København og oktober 1846 kancellideputeret indtil marts 1848 og derefter generalprokurør (den sidste i Danmark) indtil sin død. Samtidig blev han 1844 justits-, 1846 etats- og endelig 1859 konferensråd. Hverken som dommer eller universitetslærer blev hans virksomhed langvarig eller af særlig betydning. Derimod falder den i to store dele, nemlig som politiker og som administrativ embedsmand, og i begge retninger indtager han en anselig plads.

## Politisk karriere i stænderforsamlingen
Allerede 1834, mens han endnu kun var "sekretær" valgtes han i København til stænderdeputeret; han genvalgtes 1841 og gav møde i Roskilde stænder i alle 6 samlinger 1835-46. Han kom snart til at spille en fremragende rolle som en dristig og ufortrøden talsmand for udvidet trykkefrihed (havde 1834 i "Dagen" skrevet en række opsigtvækkende artikler herom og udgav snart efter et eget flyveskrift "Ingen Censur i Danmark" for at lære bladene at holde på deres lovlige ret), for større orden og sparsommelighed i statshusholdningen, bl.a. ved indskrænkning af udgifterne til hoffet, ved at indføre offentlighed og ved at give stænderne større indflydelse på finansernes styrelse, og for de to kongerigske stænderforsamlingers forening. Han indbragte selv, især i de første samlinger, flere vigtige forslag, dels vedrørende de ovennævnte politiske spørgsmål, dels om almindelige praktiske fremskridt, således om Københavns Fattigvæsen (1835) og om realundervisning, og tog vigtig del i forhandlingerne om kommunallovene, særlig for købstæderne og for København, ligesom han varmt tog til orde for jødernes valgbarhed, altså for deres fulde statsborgerlige ligestilling. Han stod i disse år for almenheden som en ret hensynsløs folketribun (et foredrag, han 1835 holdt om "Midlerne til at ophjælpe Danmarks Finanser", blev det ham forbudt at udgive særskilt), og hans store arbejdsevne skaffede ham sæde i en række vigtige udvalg, ja gjorde ham til dels til ordfører for disse. Samtidig skrev han i oppositionens vigtigste organer, Kjøbenhavnsposten, Fædrelandet og "Dansk Ugeskrift", holdt taler ved 28. maj-festerne 1835-38, var formand for Læseforeningen 1835-36 og medstifter af Industriforeningen 1838. Til løn for sin virksomhed og særlig for arbejdet for kommunal frihed fik han 22. april 1839 en stor guldpokal af "erkjendtlige og beundrende Medborgere" (1250 i tallet) og hædredes med et festmåltid på skydebanen, hvor C.N. David var hovedtaleren, men hvor også Balthazar Christensen og Orla Lehmann holdt taler. Af de 160 deltagere – fremhævedes det den gang – var kun yderst få rangspersoner og måske ikke en eneste dekoreret.

## Dalende popularitet
Men under Christian 8.s regering sank Algreen-Ussings folkeyndest ret hurtig. Vistnok indtog han stadig en mægtig stilling i stænderforsamlingen (havde således 1844 sæde i elleve, dvs. femtedelen af samtlige udvalg), og han kæmpede ligesom hidtil for udvidet trykkefrihed, for de to stænderforsamlingers forening så vel som for de fælles stænderkomiteer og for et toårigt budget. Men alt som den frisindede opposition blev mere utålmodig og krævede en virkelig konstitutionel forfatning, og især da det nationale spørgsmaal om Slesvigs nærmere forbindelse med kongeriget trådte i forgrunden, stillede Algreen-Ussing sig i modsætning til den og sluttede sig ligesom hans ven C.N. David nøje til kongen og hans oplyste enevælde. I det han selv blev stående på sit tidligere stade, fik han udseende af at gå tilbage, fordi han ikke ville følges med de nye frihedsmænd, der ønskede at nå langt videre frem. Det var dog ham, der 1840 gav J.F. Schouw det smukke skudsmaal, at "hans Navn alene vejer 10000", og som 1846 stillede forslag om at ophæve godsejernes patrimoniale jurisdiktion og lignende forrettigheder. Ligeledes fremkaldte han 1844 en udtalelse af stænderforsamlingen om ønskeligheden af at hæve de tvivl, der næredes om arvefølgen i enkelte landsdele, og gav derved stødet til det åbne brev, som udstedtes herom 1846. Men netop dette år udtalte han sig imod drøftelse af andragendet om foranstaltninger til at værne dansk sprog og nationalitet i Slesvig og viste sig overmåde kølig over for bondestandens klager over det såkaldte "bondecirkulære" fra kancelliet; ja han var endog som udvalgsordfører imod regeringens forslag om at indskrænke ejernes ret til at betinge sig arbejde af deres lejehusmænd som et indgreb i ejendomsretten og kontraktsfriheden.

## Politisk karriere efter 1848
Da han 1848 stillede sig til valg i København til den grundlovgivende rigsforsamling og blev valgt (imod den nationalliberale professor Vilhelm Jakob Bjerring), betegnede han sig selv som "en sindig Ven af Friheden". Året forinden havde han som medlem af den københavnske lavskomité vist en dertil svarende holdning, i det han havde været imod lavenes ophævelse og kun krævet en gradvis udvikling henimod næringsfrihed. I selve rigsforsamlingen indtog han en anset stilling – han blev ordfører for udvalget om forretningsordenen og var medlem både af grundlovs- og af finansudvalget – men han stod nu afgjort på den konservative side. Han udtalte sig vel for almindelig værnepligt (havde været medlem af en kommission herom), men ønskede dog embedsmænd undtagne, og han stemte ligeledes mod septemberanordningen (om en særlig udskrivning af hidtil værnepligtsfrie mænd), skønt han selv på embeds vegne havde været med til at udarbejde den. I spørgsmålet om Rigsdagens ordning holdt han på indskrænket valgret og klassevalg og ville kun have rigsdagssamling hvert andet år. Han stillede selv sammen med David forslag om et enkelt kammer, halvt valgt ved almindelig valgret, halvt ved "betingede" valg, og stemte for flere af de andre forslag, hvorefter rigsdagen ville få en mere konservativ sammensætning. Derimod blev han sin gamle kærlighed til trykkefriheden tro og krævede bestemt forbud imod, at censur nogen sinde kunde indføres. Da grundlovsarbejdet var afsluttet, var han et af de 10 medlemmer, der nægtede at stemme for den vedtagne grundlov som farlig for udviklingen.
Han søgte heller ikke valg til Rigsdagen, men modtog i juli 1854 sæde i det nys oprettede Rigsråd som kongevalgt medlem. Da dette samledes i september i sin foreløbige skikkelse, dvs. de kongevalgte edlemmer alene, stillede han straks krav på udvidet myndighed, særlig med hensyn til budgettets bevilling, og blev også medlem af det udvalg, der nedsattes herom og optog hans tanke. Senere hørte han (1856-63) til helstatsmændenes gruppe og indtog fra første færd en gnaven holdning over for regeringen. Han stemte både imod møntloven 1856 og mod Øresundsfondens oprettelse 1857, mod Københavns Søbefæstning 1858 og til sidst mod Novemberforfatningen 1863. Han var et af de 9 rigsrådsmedlemmer, som kongen 26. december kaldte til særlig rådslagning, og gik derefter over til Rigsrådets Landsting (1864-66), men spillede her ingen rolle og stod siden uden for det politiske liv.

## Lovgivende virksomhed
Hvor megen del han som generalprokurør har taget i forberedelsen af regeringens lovforslag, lader sig ikke påvise; men han fik i årenes løb sæde, til dels endog forsæde, i en række vigtige kommissioner, der virkede i samme retning, således 1850 og på ny 1859 om en straffelov (var formand i den sidste) og 1857 om nævningers indførelse. Han var 1857 formand for kommissionerne om sundhedspolitiet og om Gammelholms fraflytning, 1859 om en ny værnepligtslov og 1863 om ordningen af Københavns Brandvæsen; desuden medlem af kommissionerne om en bygningslov for København 1852 og for landet 1857. Ligeledes blev han 1861 formand for skiftekommissionen i den nørrejyske Kjøbstadkreditforenings bo.
Af fremragende betydning var hans virksomhed som borgerrepræsentant i København. Han valgtes hertil allerede 1840, indtil han 1844 blev borgmester, og på ny 1849 lige indtil udgangen af 1869, og han var i denne lange årrække medlem af mangfoldige udvalg og af næsten alle vigtige samt øvede en overvejende indflydelse på byens forvaltning. End videre var han siden 1843 repræsentant i Nationalbanken, kun med de sædvanlige mellemrum, og siden 1852 gentagne gange repræsentantskabets formand. Endelig havde han blandt andre private hverv siden 1841 stillingen som meddirektør i Københavns brandforsikringssocietet (for faste ejendomme) og siden 1857 den tilsvarende for det Københavnske brandassurancekompagni for varer og effekter; tillige var han 1854-64 repræsentant i det almindelige brandassurancekompagni. Han medbragte til alle disse hverv en skarp dømmekraft og en energisk vilje samt en forbavsende arbejdsevne.
Han ægtede 1827 Jensine Johanne Bull (1798–13. november 1830), datter af præst Joh. Ernst Guhnerus Bull (1767–1840) og 19. september 1834 Ottine Frederikke Suenson (28. februar 1807–10. oktober 1884), datter af kaptajn i søetaten Jean Jacques Suenson (f. 1774 d. 1821). Han havde bl.a. sønnen Frederik Algreen-Ussing.
I sine mange forskellige embedsstillinger udfoldede Algreen-Ussing en rig praktisk juridisk virksomhed og nød særlig i sit betydningsfulde embede som generalprokurør høj anseelse.

## Juridisk forfattervirksomhed
Vidnesbyrd om Algreen-Ussing. som jurist finder vi dog navnlig i det ikke ringe antal skrifter, han har efterladt sig. Om hans store flid og omsigt vidner således de nyttige samlingsværker, reskriptsamlingen, som han efter Laurids Fogtman udgav for årene 1813-65 (udkom 1825-71), og Love og Anordninger for 1850-71, der dannede en fortsættelse af Jacob Henric Schou’s Forordninger. Men han har også efterladt sig flere værker af mere videnskabelig karakter.
Allerede som ung kandidat udgav han (1823) nogle Anmærkninger til Personretten og (1825) to bind Anmærkninger til Tingsretten. Disse nærmest for studerende bestemte bøger indeholder vel for største delen kun noter til Frederik Theodor Hurtigkarls Privatret på Grundlag af andres, særlig Anders Sandøe Ørsteds skrifter. Men de viser dog en ikke ringe kritisk evne og dialektisk færdighed hos forfatteren. Den noget ungdommelige overlegenhed, hvormed han havde behandlet sine forgængere, fremkaldte i øvrigt et skarpt
tilsvar fra Ørsteds side. De samme væsentlig formelle fortrin udmærker nogle juridiske Afhandlinger, som han (1824) udgav sammen med Hans Marius Svane, og de genfindes ligeledes, parrede med betydelig større modenhed i det praktiske skøn, i forskellige afhandlinger, som han skrev til det af ham udgivne Bibliothek for dansk Lovkyndighed, hvoraf der kom 2 bind (1830-37).
Det mest benyttede af hans litterære værker var dog hans Haandbog i den danske Kriminalret, som udkom i 4 udgaver (1841-59) med en bombastisk dedikation til hans Velynder Poul Christian von Stemann. Den afhjalp dengang et længe følt savn, i det der siden Laurids Nørregaards forelæsninger fra 1788 ikke var udkommet nogen fremstilling af den danske strafferet, og besad også mange betingelser for at blive en brugbar praktisk håndbog. Men nogen dybere videnskabelig indtrængen i de strafferetlige grundproblemer giver den ikke, skønt forfatteren her havde Ørsteds banebrydende arbejde at bygge på, og værket bærer i det hele karakteren af at tilhøre den før-Ørstedske, noget åndløst lovkommenterende
retning.
Algreen-Ussing udgav ligeledes en Haandbog i den danske Arveret (1855), der har en vis værdi som den første samlede fremstilling af vor arveret på grundlag af den dagældende arvelov. Men mest umiddelbar betydning for den senere tid havde af Algreen-Ussings litterære produktion hans store, grundlæggende værk Læren om Servituter (1836).
Af denne tidligere meget lidt bearbejdede materie har han givet en med betydelig omhu, kendskab til fremmed ret og praktisk sans udarbejdet fremstilling, på hvilken den efterfølgenden tids retsopfattelse om disse spørgsmål i det væsentlige hvilte. Kan måske end heller ikke dette værk siges at være præget af nogen særlig dyb og original videnskabelig begavelse, har i hvert fald her den juridiske dialektiker forenet sig med praktikeren til at frembringe et såre nyttigt og fortjenstfuldt arbejde.